# Below Sea Level
Below Sea Level è un documentario del 2008 diretto da Gianfranco Rosi.

## Trama
In una base militare dismessa, a duecentocinquanta chilometri da Los Angeles e quaranta metri sotto il livello del mare, vive una comunità di senzatetto.